# Philip Chetwode
Pour les articles homonymes, voir Chetwode.
Le Maréchal Philip Walhouse Chetwode (21 septembre 1869 - 6 juillet 1950), est un officier supérieur de l'armée britannique. Il participe la seconde guerre des Boers, au cours de laquelle il est présent au siège de Ladysmith en décembre 1899. Il participe à la Première Guerre mondiale sur le front occidental, participant à la première bataille d'Ypres, puis à la campagne du Sinaï et de la Palestine au cours de laquelle il dirige son corps à la première bataille de Gaza en mars 1917, à la bataille de Beer Sheva en octobre 1917 et la bataille de Jérusalem en novembre 1917. Il a pour titre 1er baron Chetwode, 7e baronnet d'Oakley.
Après la guerre, il occupe une série de postes militaires supérieurs, notamment celui d'adjudant général des Forces, puis de commandant en chef du commandement d'Aldershot. Il devient ensuite chef d'état-major général en Inde en 1928 et commandant en chef en Inde en 1930 et est très préoccupé par la modernisation et «l'indianisation » de l'armée en Inde.

## Jeunesse et éducation
Il est le fils de Sir George Chetwode, 6e baronnet, et d'Alice Jane Bass (fille de Michael Thomas Bass le brasseur), et fait ses études au Collège d'Eton, où il est un athlète d'une certaine distinction, et entre dans l'armée par la milice, faisant partie du 3e bataillon de l'Oxfordshire and Buckinghamshire Light Infantry le 11 avril 1888. Il reçoit ensuite une commission régulière avec le 19th Hussars le 20 novembre 1889.

## Service de guerre

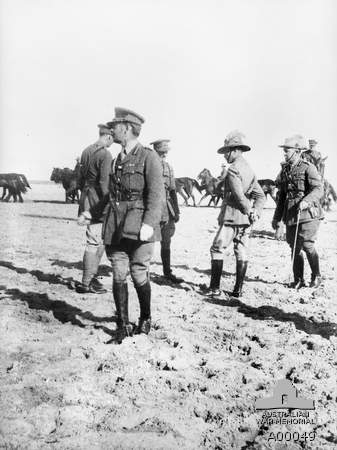
Chetwode (premier plan) à El Arish, Égypte, janvier 1917

Promu lieutenant le 6 août 1890, Chetwode participe pour la première fois au service actif dans l'expédition Chin Hills en Birmanie de 1892 à 1893 et est promu capitaine le 7 février 1897. Il sert pendant la seconde guerre des Boers où il prend part aux actions de Reitfontein en octobre 1899, de Ladysmith en décembre 1899, de Laing's Nek en juin 1900 et de Belfast en août 1900 : il est mentionné deux fois dans des dépêches et reçoit le Distinguished Service Order. Promu major le 21 décembre 1901, il reste en Afrique du Sud jusqu'à la fin des hostilités. La guerre se termine par la paix de Vereeniging à la fin mai 1902 et, le mois suivant, Chetwode rentre chez lui à bord du SS Tagus et arrive à Southampton en juillet. Il devient 7e baronnet en 1905.
En 1906, Chetwode devient secrétaire militaire adjoint de John French et le 3 janvier 1908, il est promu lieutenant-colonel après avoir été nommé commandant du 19th Hussars. Ayant été mis en demi-solde à partir du 3 janvier 1912, il est promu colonel le 1er avril 1912 et nommé commandant de la London Mounted Brigade.
Lors de l'incident de Curragh en mars 1914, Chetwode se voit offrir le commandement de la 3e brigade de cavalerie lorsque Hubert Gough menace de démissionner. Il sait qu'il serait "considéré par tous ses frères officiers comme un briseur de grève", mais pense qu'il est "de son devoir de soldat de faire ce qu'on lui ordonnait et de ne pas se mêler de politique". Gough conserve son commandement et Chetwode reste avec la London Mounted Brigade, mais sa volonté de remplacer Gough provoque un certain ressentiment. Promu général de brigade par intérim le 15 mai 1914, il reçoit le commandement de la 5e brigade de cavalerie en août 1914.

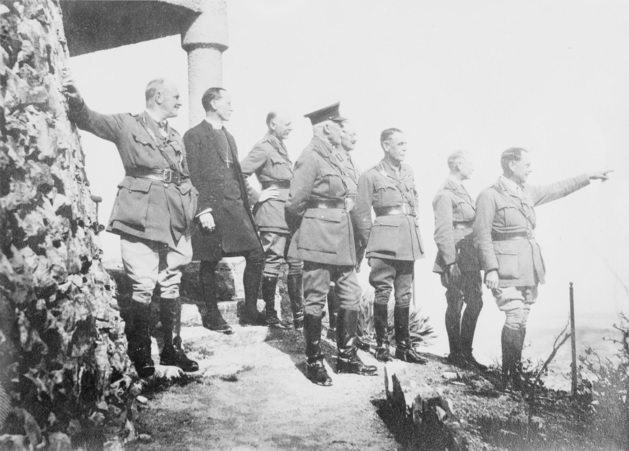
De gauche à droite, Sir Edmund Allenby, Rennie MacInnes, Malcolm Donald Murray, SAR le duc de Connaught, le général de division JSM Shea, Sir ES Bulfin, le général Sir Harry Chauvel, Sir Philip Chetwode
(19 mars 1918).

Pendant la Première Guerre mondiale, Chetwode sert sur le front occidental : sa brigade aide à couvrir la retraite de la frontière et arrête les Allemands qui le poursuivent à Cerizy le 29 août 1914. Après avoir pris part à la première bataille d'Ypres en octobre 1914, il est nommé officier général commandant la 2e division de cavalerie avec promotion au grade de major général temporaire le 15 juillet 1915 et au grade de major général substantif le 1er janvier 1916. Alors que la guerre en Europe s'enlise dans la guerre des tranchées, Chetwode a la chance d'être transféré en Palestine où il reçoit le commandement de la colonne du désert et promu lieutenant général temporaire à compter du 22 novembre 1916. Il dirige le corps à Rafa en janvier 1917 et à la première bataille de Gaza en mars 1917. Quand Edmund Allenby prend le commandement des forces alliées en Palestine en juin 1917, Chetwode est promu au commandement du XXe Corps. Il mène son corps au succès militaire à la bataille de Beer Sheva en octobre 1917 et à la bataille de Jérusalem en novembre 1917. Au cours de la campagne du Sinaï et de la Palestine, il est mentionné huit fois dans des dépêches.

## Service en Inde et après
Après la guerre, et après avoir été promu au grade de lieutenant-général le 1er janvier 1919, Chetwode est nommé à un certain nombre de postes militaires supérieurs en tant que secrétaire militaire à partir de 1919, chef adjoint de l'état-major impérial à partir d'octobre 1920, adjudant général des Forces à partir de septembre 1922 et commandant en chef du commandement d'Aldershot à partir du début de 1923. Il est promu général le 1er juin 1926.
Chetwode devient chef d'état-major général en Inde en 1928 et commandant en chef de l'Inde en novembre 1930. Il est promu maréchal le 13 février 1933. Dans son mandat de commandant en chef de l'Inde, Chetwode est un opposant au remplacement des chevaux par des chars; il "a fait la déclaration surprenante que l'armée en Inde n'adopterait probablement pas de chars pendant très longtemps, et seulement pour maintenir l'élan de la cavalerie à cheval". Il est très préoccupé par la modernisation et «l'indianisation» de l'armée en Inde. Le bâtiment principal et son hall central de l' Académie militaire indienne portent son nom.
Chetwode revient d'Inde en mai 1934. Il est connétable de la tour de 1943 à 1948 et également président de la Royal Geographical Society ainsi que récipiendaire d'un DCL honoraire de l'Université d'Oxford. Il est nommé sous-lieutenant du Buckinghamshire le 6 mars 1919. Il est créé baron Chetwode, de Chetwode dans le comté de Buckingham, le 10 juillet 1945 et est mort à Londres le 6 juin 1950.

## Distinctions
- Ordre du Service distingué

## Famille
Chetwode épouse Hester (Star) Alice Camilla Stapleton Cotton et a un fils Roger et une fille Penelope.
- Roger Chetwode épouse Molly Berry, fille du 1er vicomte Camrose. Il est tué en service actif le 14 août 1940 à 34 ans, laissant deux fils: Philip, le 2e baron Chetwode et Christopher.
- Penelope Chetwode épouse John Betjeman le poète (plus tard poète officiel) et a un fils Paul et une fille Candida Lycett Green (en).

La sœur de Chetwode, Florence, est mariée au général Noel Birch (en).